# Tijuca (Cachoeiro de Itapemirim)

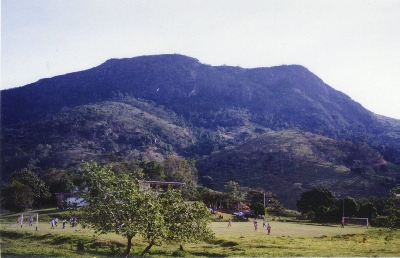

Tijuca é um bairro de Cachoeiro de Itapemirim, que tem cerca de 600 habitantes, a maioria descendente de italianos. A principal fonte de renda desse bairro é a agricultura cafeeira, seguida da extração de granito.
Esta comunidade está localizada a 6 Km do município de Cachoeiro de Itapemirim. Há ainda com uma fonte de água mineral que, após muitos anos desativada, foi reinaugurada em 2004. Em 2013, a Prefeitura Municipal iniciou a construção de uma rede de abastecimento de água, com 8 km de comprimento, para atender a população da região.

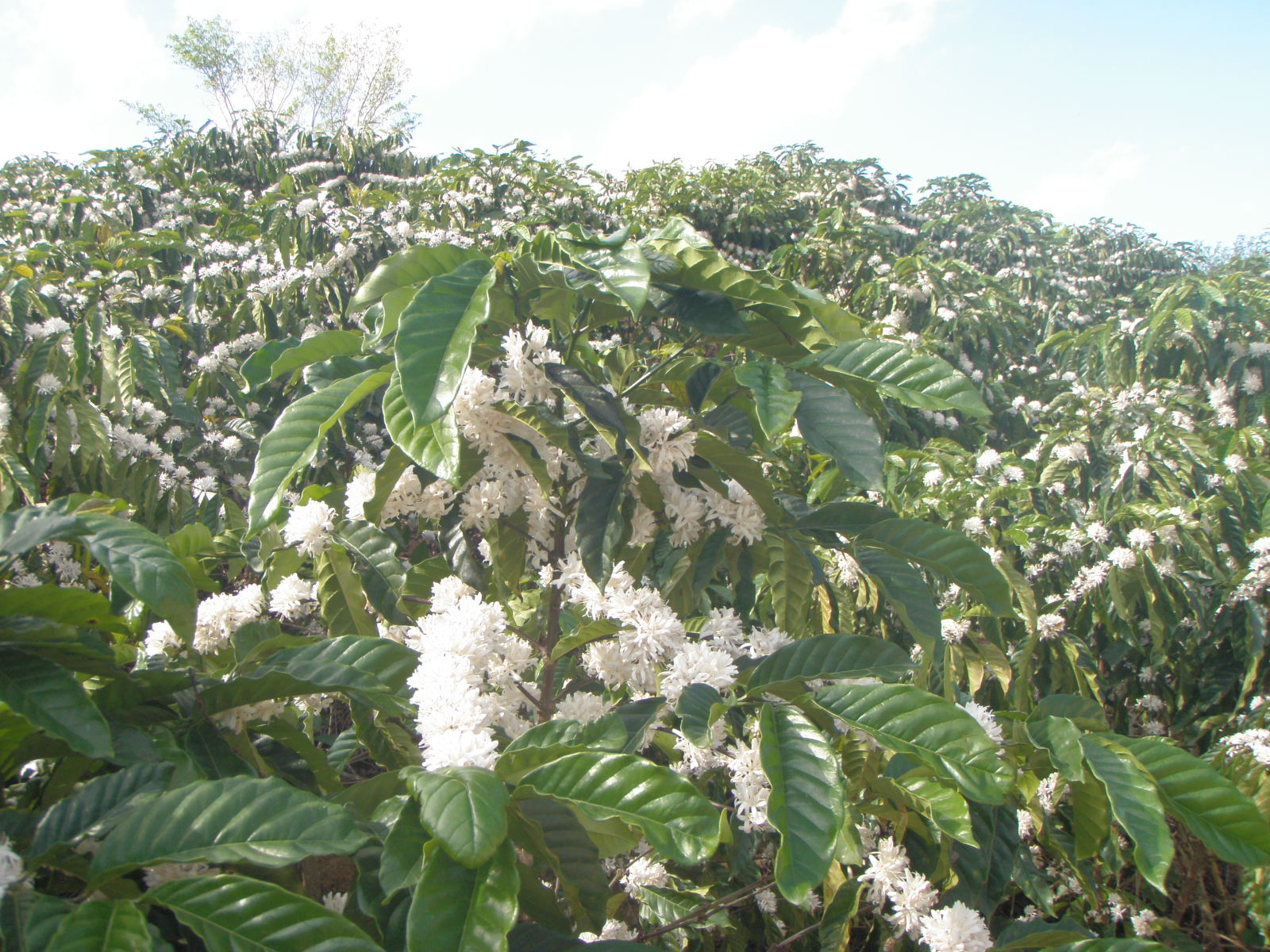